# Стубен (окръг, Индиана)
Окръг Стубен (на английски: Steuben County) е окръг в щата Индиана, Съединени американски щати. Площта му е 834 km², а населението е 34 435 души (1 април 2020). Административен център е град Ангола.